# Red Roses

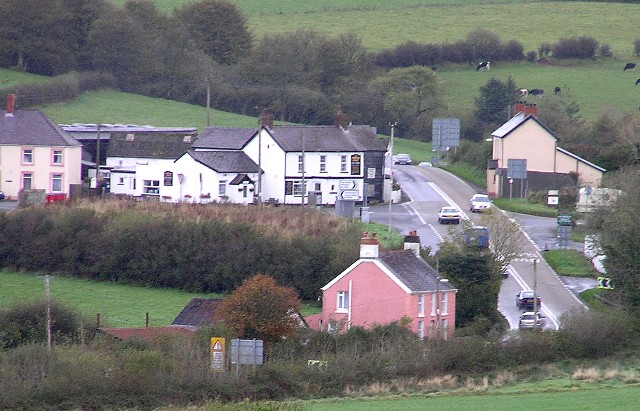

Red Roses (em galês:  Rhos-goch, "pântano vermelho") é uma cidade do País de Gales pertentence à comunidade de Eglwyscummin. De acordo com o censo de 2011, tinha 743 habitantes.